# Melanargia subflava
Melanargia subflava är en fjärilsart som beskrevs av Leo Andrejewitsch Sheljuzhko 1929. Melanargia subflava ingår i släktet Melanargia och familjen praktfjärilar. Inga underarter finns listade i Catalogue of Life.